# 5.º Regimiento de Instrucción Aérea
El 5.º Regimiento de Instrucción Aérea (5. Flieger-Ausbildungs-Regiment) unidad militar de la Luftwaffe de la Alemania.

## Historia
Formado en 1941. En marzo y abril de 1945 tubo que haber sido utilizado en el área de Wriezen-Oberbarnim.